# Tatort: Atemnot
Atemnot ist ein Fernsehfilm aus der Kriminalreihe Tatort der ARD und des ORF. Der Film wurde vom Norddeutschen Rundfunk unter der Regie von Thomas Jauch produziert und am 22. Januar 2006 erstmals im Fernsehen ausgestrahlt. Es handelt sich um die Tatort-Folge 611.
Kriminalhauptkommissarin Charlotte Lindholm ermittelt in ihrem siebten Fall, der für sie in einer privaten Katastrophe endet und sie den Tod ihres Freundes Tobias Endres hinnehmen muss.

## Handlung
Herwig Gruber, Geschäftsführer einer Lebensmittelfirma kommt bei hoher Geschwindigkeit von der Autobahn ab. Der Unfall endet für ihn tödlich. Da Gruber vor fast zwei Jahren in einen Lebensmittelskandal verwickelt war, geht das LKA Hannover von einem Anschlag aus. Gruber wurde seinerzeit vor Gericht freigesprochen, doch die Angehörigen der Opfer könnten trotzdem Rache geübt haben. Lindholm sucht daher zunächst Herrn Pickert auf, dessen Tochter durch eine mit Pflanzenschutzmitteln verseuchte Tomatensauce schwerstbehindert ist. Er zeigt sich vom Tod seines Prozessgegners nicht gerade erschüttert, doch hält Lindholm ihn nicht für einen Mörder.
Danach kontaktiert sie die renommierte Anwaltskanzlei Fisher & Bell, die die Interessen der Lebensmittelfirma vertritt. Dort wird sie Zeugin, als Frau Gruber Wolfgang Bell vorwirft, dass er mit am Tod ihres Mannes Schuld wäre, zudem stellt sie zu ihrer Überraschung fest, dass
ihr Freund Tobias früher als Anwalt bei Fisher & Bell gearbeitet hatte. Nachdem Liane Wagner, eine ehemalige Sekretärin der Anwaltskanzlei tot aufgefunden wird, rückt die Firma noch mehr in den Focus der Ermittlerin. Doch wird Lindholm auch Tobias gegenüber misstrauisch, der ihr etwas zu verschweigen scheint. Liane Wagner hatte früher nicht nur mit Endres eine Affäre, sondern hatte im großen Stil sowohl Gruber, als auch noch jemanden anderen erpresst. Regelmäßige Bargeldeinzahlungen auf ihrem Konto bestätigen das.
Die Kriminaltechnik kann inzwischen keinerlei Fremdeinwirkung bei Grubers Unfall nachweisen, so dass ein Selbstmord naheliegt. Frau Gruber bestätigt eine zunehmende Depression ihres Mannes und die Erpressung von Liane Wagner könnte durchaus damit zusammenhängen. Doch verdichten sich mehr und mehr Hinweise auf Tobias Endres. Allem Anschein nach, hat Wagner auch ihn erpresst, was er sich in seiner jetzigen Position absolut nicht leisten kann. Zumindest stellt sein früherer Arbeitgeber Wolfgang Bell dies so hin. Geschickt liefert er der Ermittlerin bruchstückweise Indizien, die gegen ihren eigenen Freund sprechen, sodass sie ihn sogar zur Fahndung ausschreiben lässt. Da dieser nun krampfhaft darum bemüht ist seine Unschuld zu beweisen, trifft er sich mit Silke Oldörp, einer Freundin von Liane Wagner, die ihm helfen will. Doch gerät er dabei in eine Falle, die ihm Wolfgang Bell gestellt hat. Noch ehe er mit Silke Oldörp sprechen kann, findet er sie bewusstlos am Boden liegen und Bell steht mit einer Pistole bewaffnet vor ihm.
Inzwischen erkennt auch Lindholm, anhand von belastenden Unterlagen, die Liane Wagner versteckt hatte, dass Bell sie getäuscht hat und fährt zu Endres, um sich für ihre Verdächtigungen gegen ihn zu entschuldigen. Sie gerät in die Auseinandersetzung zwischen Endres und Bell und erfährt so, dass Liane Wagner auch Bell erpresst hatte, was ihre Freundin jetzt fortsetzen wollte. Bei einem Schusswechsel werden Bell und Endres tödlich getroffen.

## Hintergrund
Im privaten Umfeld von Charlotte Lindholm gibt es zunehmend Spannungen. Obwohl sie mit dem Staatssekretär Tobias Endres befreundet ist, wohnt sie noch mit Martin Felser in einer WG. Als dieser von ihren Plänen erfährt, dass sie mit Endres in eine gemeinsame Wohnung ziehen will, reagiert er verärgert. Aufgrund des plötzlichen Todes von Endres, bleibt ihre WG und ihr freundschaftliches Verhältnis zueinander weiter bestehen.
Die Dreharbeiten erfolgen in Hannover und Lüneburg.

## Rezeption

### Einschaltquote
Bei seiner Erstausstrahlung am 23. Oktober 2005 wurde Atemnot von 9,26 Millionen Zuschauern gesehen, was einem Marktanteil von 25,10 Prozent entsprach.

## Kritik
TV Spielfilm zeigte mit dem Daumen nach oben, gab für Spannung zwei von drei Punkten und urteilte: „In dem spannenden Fall geht die Kommissarin durch die Hölle - und der Zuschauer mit ihr.“
Alexander Krei  von Quotenmeter.de war der Meinung: „Der neueste ARD-‚Tatort‘ besticht durch ausnahmslos fantastische schauspielerische Leistungen. […] Auffällig ist, dass man in deutschen TV-Krimis immer häufiger vom Privatleben der Kommissare erfährt. Dies ist auch bei Charlotte Lindholms neuestem Fall so. Zwar scheint die Verquickung von Polizeidienst und Privatsphäre überhand zu nehmen, doch im Gesamtbild macht gerade das diesen Krimi erst wirklich spannend.“